# I bitwa nad Marną
I bitwa nad Marną (potocznie cud nad Marną) – kilkudniowa bitwa na froncie zachodnim I wojny światowej pomiędzy wojskami francusko-brytyjskimi a niemieckimi, która powstrzymała dalszy marsz Niemców na zachód. Plan „wojny błyskawicznej” feldmarszałka Alfreda von Schlieffena nie powiódł się, tym samym nie udało się Niemcom wyeliminować Francji z wojny. Swój udział w bitwie miały paryskie taksówki.

## Tło bitwy
Po nieudanych dla Ententy walkach przygranicznych, klęski prób (koniec sierpnia) powstrzymania natarcia prawego skrzydła niemieckich armii w widłach rzek Somma i Oise, wojska francusko-brytyjskie wycofały się za rzekę Marnę na wschód od Paryża, w rejon w którym koncentrowała się nowa 6 Armia generała Maunoury’ego. W czasie walk z wycofującym się przeciwnikiem, 1 i 2 Armia niemiecka 30–31 sierpnia zmuszone były do zmiany kierunku natarcia i znalazły się nie na zachód od Paryża, a na wschód od stolicy Francji.
4 września francuski naczelny dowódca generał Joseph Joffre wydał rozkaz uderzenia na prawe skrzydło wojsk niemieckich siłami armii brytyjskiej oraz 5 i 6 Armii francuskiej. Niemieckie naczelne dowództwo (szef Sztabu Helmuth von Moltke) dyrektywą z 4 września postawiło zadanie utworzenia frontu obrony siłami 1 i 2 Armii w celu odparcia uderzenia z zachodu (od Paryża) i dalej prowadzenia operacji zaczepnej na południe i południowy wschód siłami 3, 4 i 5 Armii. Jednakże 3 września 1 Armia niemiecka przekroczyła Marnę i weszła w ugrupowanie 2 Armii, zmuszając ją do przegrupowania na wschód, w wyniku czego pomiędzy rzekami Marną a Oise, przy ujściu rzeki Ourcq utworzyła się luka, w której pozostał tylko jeden korpus kawalerii. Na początku września stosunek sił na froncie od Paryża do Verdun zmienił się na korzyść wojsk Ententy (56 dywizji piechoty i 10 dywizji kawalerii, 1 milion 82 tysiące żołnierzy, 2816 lekkich i 184 ciężkie działa), przeciwko niemieckim (44 dywizji piechoty i 7 dywizji kawalerii, 900 tysięcy żołnierzy, 2928 lekkich i 436 ciężkich dział). Na zachodnim odcinku przewaga była dwukrotna, ponieważ Francuzi wzmocnili swoje lewe skrzydło, a Niemcy 26 sierpnia wycofali dwa korpusy z 2 i 3 Armii w celu przerzutu ich do Prus Wschodnich.

## Przebieg bitwy
5 września nad rzeką Ourcq rozpoczęły się walki na odcinku 6 Armii francuskiej, a 6 września wojska francusko-brytyjskie przeszły do kontrnatarcia na całym froncie do Verdun. Dowódca 1 Armii niemieckiej generał Alexander von Kluck zmuszony był 6–8 września przerzucić wszystkie swoje siły znad rzeki Marny nad rzekę Ourcq w celu zatrzymania wojsk francuskich. W rezultacie pomiędzy 1 a 2 Armiami niemieckimi powstała luka o szerokości 35–40 kilometrów, w którą weszła 5 Armia francuska i armia brytyjska. Niemieckie dowództwo utraciło możliwość dowodzenia wojskami. Niepomyślna sytuacja na froncie 2 Armii niemieckiej groziła jej okrążeniem i zmuszała jej dowódcę, generała Karla von Bülowa, do podjęcia w dniu 9 września decyzji o wycofaniu jej prawego skrzydła. To doprowadziło, nie patrząc na powodzenie osiągnięte 9 września przez 1, 3 i 4 Armie, do wycofania 1 Armii, a potem pozostałych armii niemieckich, co 10 września zostało zatwierdzone przez niemieckie naczelne dowództwo. Do 12 września wojska niemieckie wycofały się około 65 kilometrów za rzekę Aisne na linię na wschód od miasta Reims.

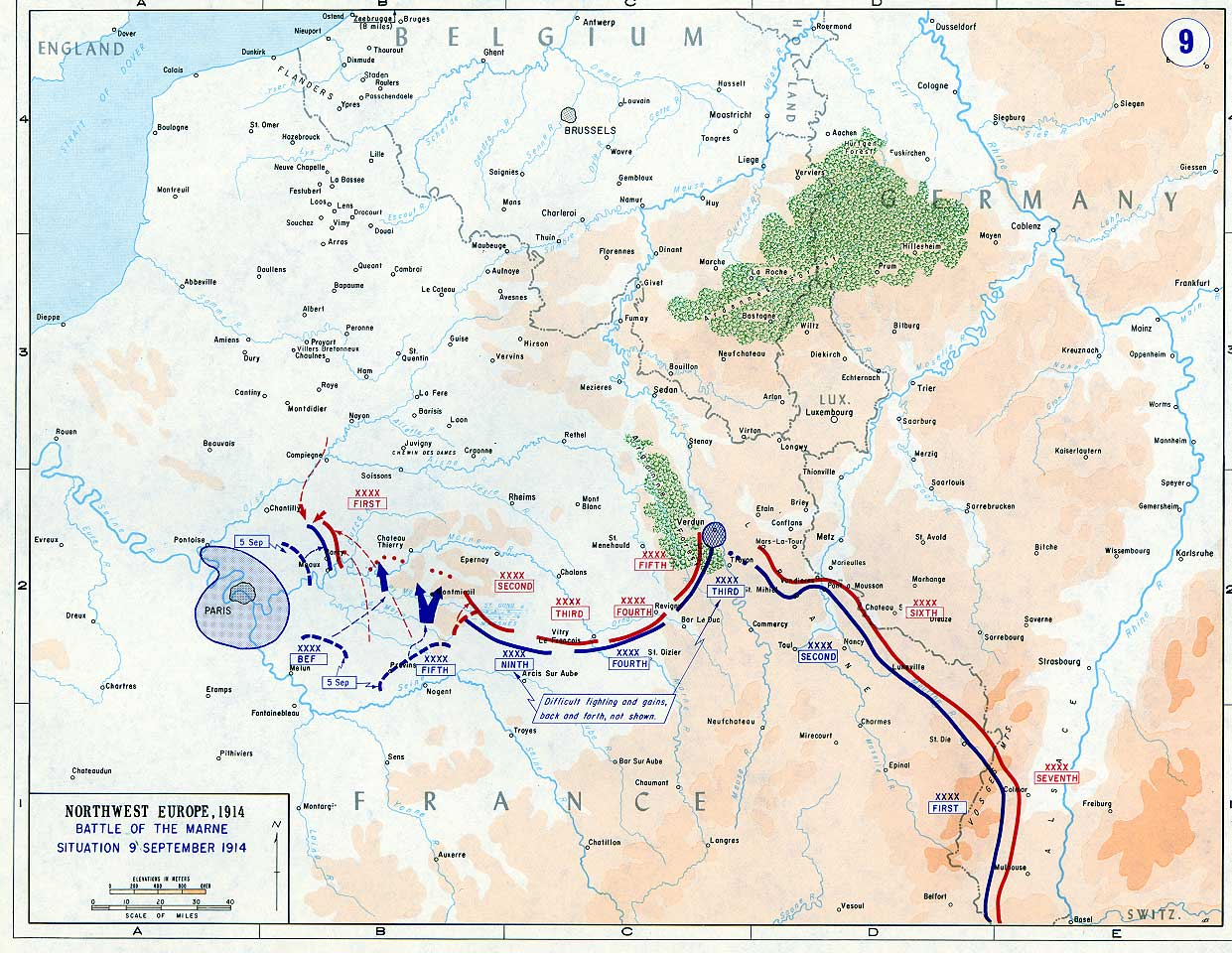
I bitwa nad Marną, stan na 9 września 1914

15 września, zgodnie z dyrektywą generała Joffre’a, natarcie zostało zatrzymane. Klęska wojsk niemieckich nad rzeką Marną doprowadziła do klęski niemieckiego strategicznego planu wojny, liczącego na błyskawiczne rozgromienie przeciwnika na froncie zachodnim.

## Następstwa
Po dwóch miesiącach zaciekłej walki front ustabilizował się wzdłuż podwójnej linii okopów, rozciągającej się w poprzek Francji, od Szwajcarii do kanału La Manche. 
Bitwa była wymieniana w popularnonaukowych opracowaniach nawiązujących do książki Przełomowe bitwy w historii świata.
Potoczna nazwa bitwy cud nad Marną została wykorzystana w 1921 przez Stanisława Strońskiego, który nazwał Cudem nad Wisłą zwycięską dla Polski Bitwę Warszawską w czasie wojny z bolszewikami.